# Parataxidea
Parataxidea (лат., от Taxidea — американский барсук) — род вымерших млекопитающих из подсемейства барсучьих. Содержит два вида. Входят в состав гиппарионовой фауны. Ископаемые кости представителей этого рода найдены в Казахстане (берег реки Иртыш в районе Павлодара), Китае и Иране. Зданский выделил этот род из-за сходства ископаемого черепа с черепом ныне живущего американского барсука. В павлодарском месторождении были найдены кости лап этих зверей (до того науке были известны только череп и нижняя челюсть); у них есть признаки приспособления к рытью, хотя у современного барсука они выражены сильнее.

## Классификация
В род включают 2 вымерших вида:
- Parataxidea crassa Zdasnsky, 1924
- Parataxidea sinensis Zdasnsky, 1924